# Maria Andrejczyk
Maria Magdalena Andrejczyk (née le 9 mars 1996 à Suwałki) est une athlète polonaise, spécialiste du lancer du javelot, vice-championne olympique à Tokyo en 2021.

## Biographie
Quatrième des Jeux Olympiques de Rio en 2016, Andrejczyk s'illustre le 9 mai 2021 lors de la Coupe d'Europe des lancers en établissant la troisième performance de tous les temps au javelot (dès son 1er essai), avec un lancer à 71,40 m, à 88 centimètres du record du monde de la Tchèque Barbora Spotakova. Elle bat largement son ancien record personnel (67,11 m) ainsi que le record de Pologne,.
Trois mois plus tard aux Jeux Olympiques de Tokyo, Andrejczyk décroche la médaille d'argent grâce à un jet à 64,61 m, derrière la Chinoise Shiying Liu. L'athlète polonaise met ensuite aux enchères sa médaille pour financer l'opération d'un enfant de huit mois souffrant d'une grave malformation cardiaque. Elle récolte au total 44 000 euros pour l'opération et l'entreprise Żabka qui avait remporté l'enchère lui permet de conserver sa médaille.

## Palmarès
| Date | Compétition                       | Lieu           | Résultat | Marque  |
| ---- | --------------------------------- | -------------- | -------- | ------- |
| 2014 | Championnats du monde juniors     | Eugene         | 5e       | 53,66 m |
| 2015 | Championnats d'Europe juniors     | Eskilstuna     | 1re      | 59,73 m |
| 2016 | Jeux olympiques                   | Rio de Janeiro | 4e       | 64,78 m |
| 2019 | Championnats d'Europe par équipes | Bydgoszcz      | 2e       | 63,39 m |
| 2021 | Coupe d'Europe des lancers        | Split          | 1re      | 71,40 m |
| 2021 | Jeux olympiques                   | Tokyo          | 2e       | 64,61 m |
| 2024 | Jeux olympiques                   | Paris          | 8e       | 62,44 m |

## Records
| Épreuve           | Marque       | Lieu  | Date       |
| ----------------- | ------------ | ----- | ---------- |
| Lancer du javelot | 71,40 m (NR) | Split | 9 mai 2021 |